# Micropholis rugosa
Espèce
Statut de conservation UICN

 NT : Quasi menacé
Classification phylogénétique
Micropholis rugosa est une espèce de plantes à fleurs de la famille des Sapotaceae. C'est un arbre originaire de la Jamaïque.

## Répartition
Endémique aux zones ouvertes dans les collines calcaires du centre et de l'ouest de la Jamaïque.